# Sjøfartsdirektoratet

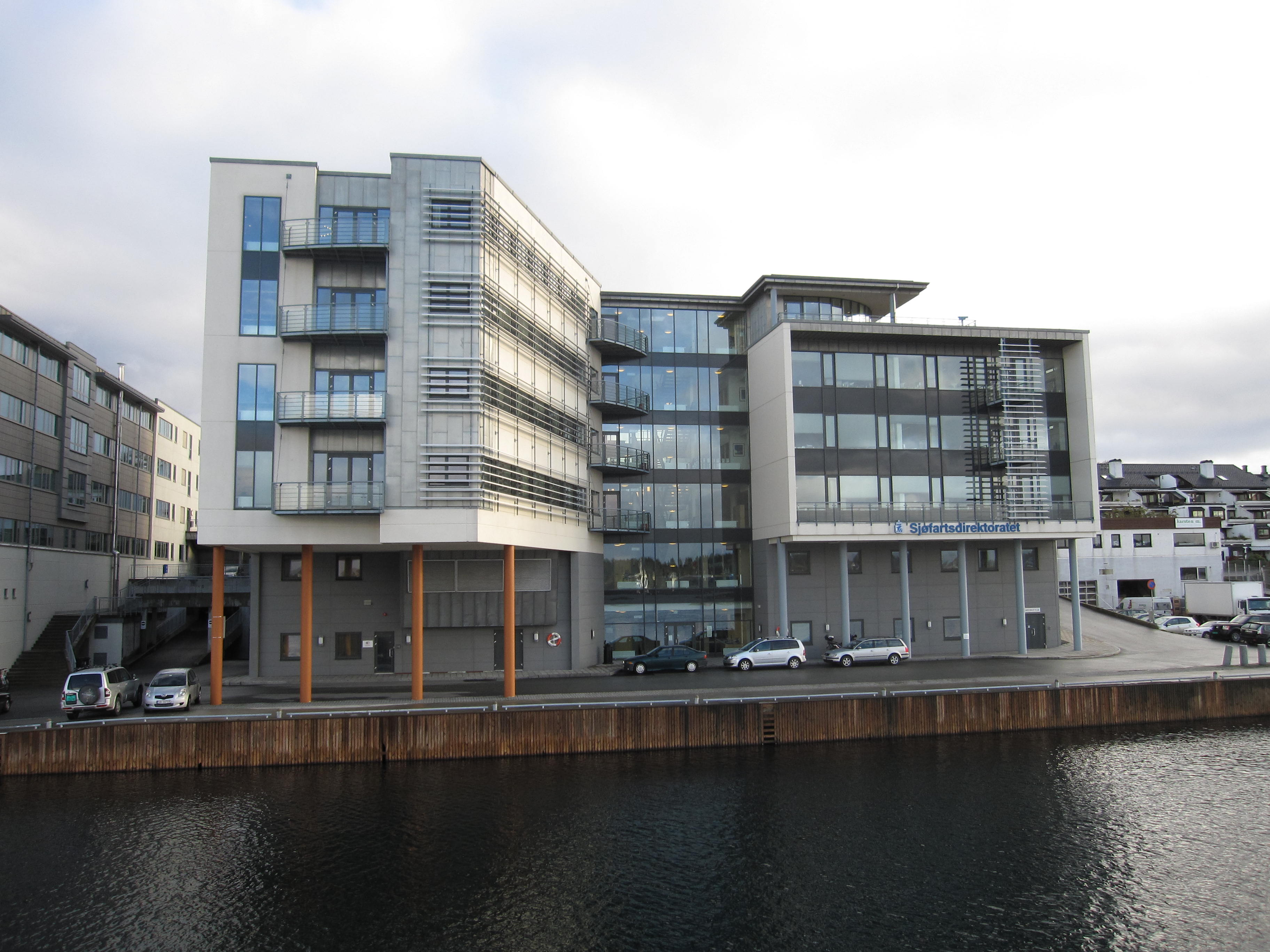
Huvudkontoret i Haugesund, Sjøfartshuset

Sjøfartsdirektoratet är en norsk statlig myndighet under Nærings- og fiskeridepartementet, vilken har ansvar för säkerhet till liv, hälsa, fartyg och miljö till havs. 
Sjøfartsdirektoratet inrättades 1903 som Sjøfartskontoret och har sedan 2006 sitt huvudkontor med 200 anställda i Haugesund. Det har också 19 lokala stationer utmed kusten.
I juni 2012 slogs Skipsregistrene NIS/NOR samman med Sjøfartsdirektoratet.